# Swing (danse)
Pour les articles homonymes, voir Swing.
Les danses swing sont à l'origine des danses dansées sur du swing : le swing en tant que musique est un courant du jazz qui doit à son rythme ternaire (en 12/8) un aspect rebondissant (swing signifie « balancer »). Un ensemble de danses solo ou en couples (notamment le Charleston) en dérivent. Pratiquées sur les musiques jazz des little et big bands à partir de la fin des années 1920, les danses swing se caractérisent avant tout par une énergie débordante et un brin de folie[réf. nécessaire]. De manière plus technique, les danses de couple swing se caractérisent par un guidage du corps face à face, en parallèle (pas de contrepoids ou de guidage avec les bras)[réf. nécessaire]. Beaucoup de danses swing incluent un « bounce », qui est une sorte de rebond par appui dans le sol, qui correspond au rythme particulier de la musique.

## Historique

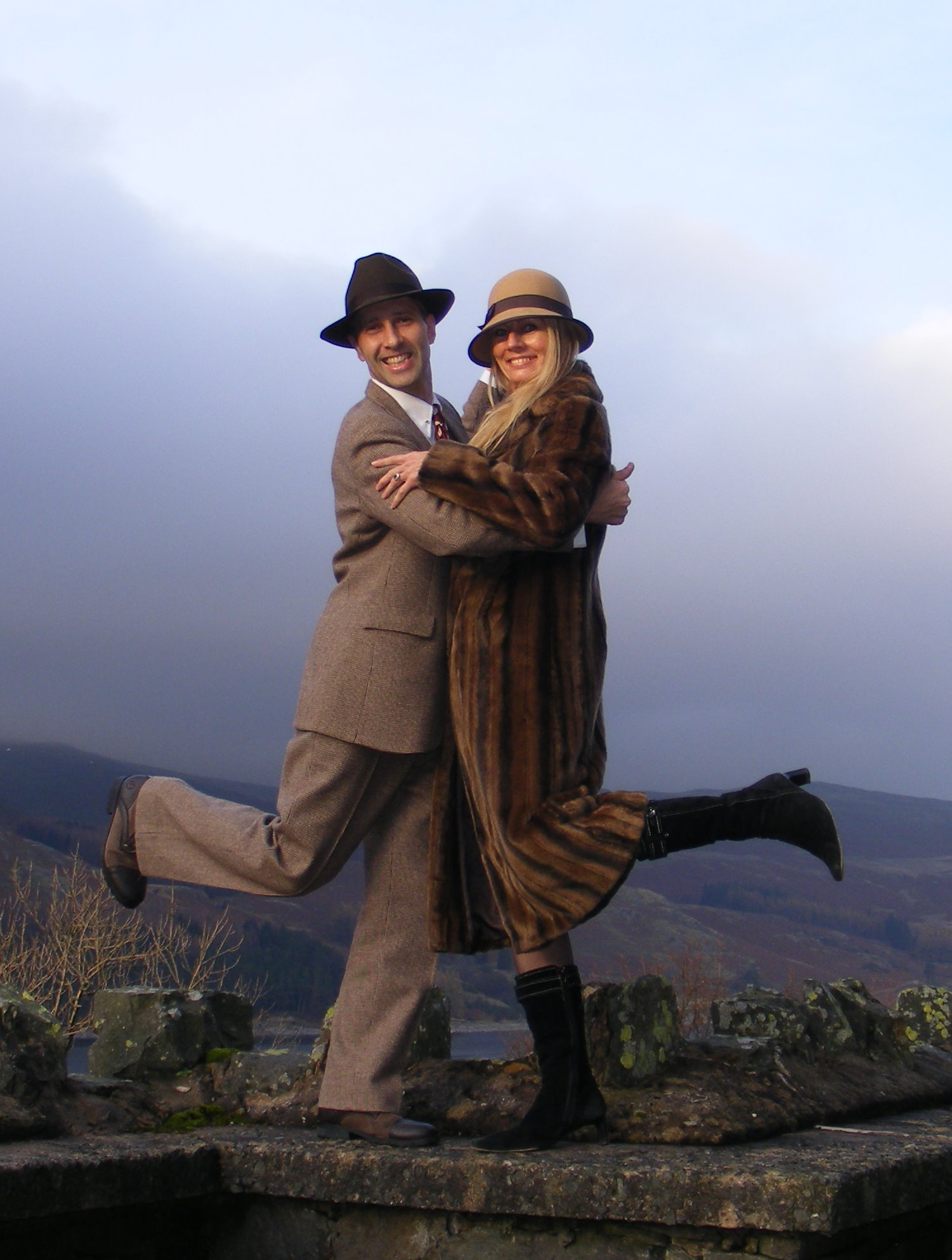
Swing

Les origines de la danse swing remontent aux années 1920, avec le Charleston. Cette danse qui se pratiquait au départ en binômes se modifia au fil du temps. Les gens commencèrent à danser en couples, comme dans la valse. À cette époque, la danse se pratiquait sur les rythmes rapides des little bands ; par exemple, celui de Duke Ellington.
En 1927, George Snowden, danseur au Savoy Ballroom (New York), baptisa en réponse à un reporter cette danse « Lindy hop », en référence à Charles Lindbergh (surnommé « Lindy »), qui accomplit la traversée de l’Atlantique (le Big Hop). Encore aujourd’hui, c'est ce style de swing qui est le plus dansé en Amérique. Au même moment, dans les universités américaines, les étudiants transformèrent le charleston en danse bouffonne : la même que dansent les personnages populaires de Popeye et de Dingo. C’est la naissance du Collegiate Shag.
Vers la fin des années 1930, Dean Collins se forma au Lindy Hop à New York et rentra chez lui en Californie. Son style particulier fit ensuite évoluer le swing dans une version très particulière qui prendra le nom de « West Coast Swing » (« swing de la côte Ouest [des États-Unis] »). Par ailleurs, le Lindy Hop fut peu après simplifié pour faciliter son enseignement, et donna naissance au Jitterbug.
Dans les années 1940, dans l’île de Balboa, le Charleston prit une autre direction. Le manque d’espace et les tempos élevés conduisirent les couples de danseurs à se rapprocher progressivement, jusqu’à se tenir tout à fait collés, en esquissant des pas plus avancés[pas clair]. Ainsi apparut le balboa.
En 1945, la victoire des Alliés exporta le Jitterbug en Europe, et notamment en France, avec deux foyers particuliers[pas clair], Paris et Lyon. Avec l'arrivée de la guitare électrique et du rock 'n' roll, différents courants de danse naquirent alors, avec notamment le bebop et le rock 'n' roll. Dans le rock, caractérisé par le pas appelé « rock-step », le caractère swing de la danse disparaît à cause du guidage avec les bras nécessaire sur les deux premiers temps du pas de base. Ces danses étaient souvent acrobatiques, et c'est en 1968 que des Lyonnais décidèrent de se focaliser sur cet aspect du rock, en créant le rock acrobatique (qui est donc issu du swing sans être une danse swing en elle-même)[réf. nécessaire].
Le swing tomba alors en désuétude dans les années 1970, disparaissant presque complètement. Il fallut attendre les années 1990 avant que de jeunes enthousiastes découvrent de vieilles vidéos et tentent de reproduire ce qu’ils y voyaient. Une danse plus simpliste, éloignée de sa forme originale, résulta de ces expériences: on la nomma East Coast Swing.
De nos jours, on incorpore des notions de danses plus modernes (comme le hip-hop, le jazz moderne ou le West Coast Swing) au swing de Frankie Manning et de plusieurs autres danseurs de la première vague qui ont contribué à le ramener plus près de ses origines.

## Étiquette
Il existe dans les danses swing une étiquette tacite appliquée aux danses sociales. Le WSDC a clarifié cette étiquette dans un document officiel. S'il n'a pas de valeur universelle, on peut noter les règles de base suivantes :

### Étiquette générale des danses swing
- Dansez pour le fun (cf. slogan : "Dance to express, not to impress", "Dansez pour vous exprimer, pas pour impressionner")
- Invitez tout le monde quel que soit son niveau
- Invitez les gens que vous ne connaissez pas

### Durant la danse, avec les autres danseurs
Tant que faire se peut :
- Laissez de la place aux autres danseurs
- Évitez les collisions même si vous n'en êtes pas responsables (voire anticipez les déplacements des autres danseurs)
- Faites attention autres danseurs en adaptant et maîtrisant vos jeux de jambes

### Durant la danse, avec votre partenaire
- Le confort de votre partenaire doit être votre première préoccupation
- Adaptez-vous au niveau de votre partenaire s'il est plus faible que le vôtre (cf. point précédent)
- Pour les danseurs "leaders" débutants : 
  - N'ayez pas l'impression d'être limité par votre répertoire de passes. (les followers ne le ressentent pas car elles dansent avec beaucoup d'autres danseurs).
  - Ne retentez pas plus d'une fois une passe/variation que vous auriez raté
- Ayez des expressions faciales positives (notamment le sourire)
- Adaptez-vous aux erreurs de votre partenaire, sans le faire remarquer.
- N'hésitez pas à complimenter votre partenaire si l'occasion se présente
- Un partenaire avec un trop mauvais niveau ne doit pas être une raison pour refuser ou arrêter une danse, sauf si cela peut conduire à des situations dangereuses pour l'un des deux danseurs.
- Ne corrigez pas votre partenaire durant la danse
- Remerciez votre partenaire à la fin de la danse

### Comportement inapproprié
- Tout comportement ou geste inapproprié doit être signalé et devrait conduire instantanément à l'arrêt de la danse.
- Lors de l'arrêt d'une danse :
  - Indiquer poliment les raisons de sa décision (ex: le geste que tu viens de faire était inapproprié/m'indispose, je ne me sens plus à l'aise, je vais devoir arrêter cette danse)
  - Se retirer de la piste de danse
  - Avertir instantanément l'organisateur de la soirée.
- si vous avez blessé physiquement une personne (pas uniquement votre partenaire), même si vous ne vous estimez pas responsable, vous devez évacuer la personne blessée hors de la piste de danse, et rester à ses soins le temps de son rétablissement ou de sa prise en charge par du personnel médical
- Si vous remarquez une personne en détresse, cessez votre danse pour prendre soin d'elle
- Pour les garçons, notamment lors de danses en position fermée/rapprochée, si vous perdez involontairement la maîtrise d'une certaine zone de votre corps, sachez que cela arrive. Que ce n'est pas grave du tout, mais que cela doit conduire instantanément à vous détacher de votre partenaire et à arrêter la danse avec une phrase d'excuses. Une phrase comme "je vous prie de m'excuser, je crois que j'ai involontairement perdu mon sang froid" dite avec le sourire peut être suffisamment explicite. Conseil : en cas de doute, préparez cette phrase en amont.
- Pour les filles, si vous sentez que votre partenaire apprécie involontairement trop sa danse et que cela vous indispose, arrêtez la danse (cf. point précédent).

### Règles d'hygiène
- Du fait de la proximité, l'activité physique et l'atmosphère parfois confinée, les règles d'hygiène sont particulièrement importantes à suivre
- Soyez propres, notamment au niveau des mains, de l'haleine et de votre odeur corporelle. Mettez impérativement du déodorant.
- Si vous dansez pour la première fois en soirée, n'hésitez pas à demander si c'est OK pour votre haleine et votre odeur corporelle : ce sont des éléments que l'on NE peut PAS ressentir soi-même.
- En cas de sudation excessive, utiliser des déodorants antitranspirants (potentiellement ailleurs que sous les aisselles), une serviette voire des maillots de corps étanches.
- Par défaut, changer votre T-shirt dès qu'il est mouillé de transpiration

### Règles diverses
- Faites attention aux bijoux (notamment aux bagues trop saillantes qui peuvent être très désagréables, surtout si elles sont retournées, et boucles d'oreilles trop volumineuses qui peuvent être arrachées)
- pour les danses ou le follower tourne beaucoup, évitez les longues tresses (qui peuvent devenir de véritables fouets)
- si vous vous installez quelque part, assurez-vous de laisser la zone propre en partant

### En anglais
- (en) Marshall Stearns et Jean Stears, Jazz Dance : The Story Of American Vernacular Dance, New York, Da Capo Press, mars 1994, 2e éd. (1re éd. 1963), 508 p. (ISBN 0-306-80553-7 et 978-0306805530)
- (en) Norma Miller et Evette Jensen, Swingin' at the Savoy : The Memoir of a Jazz Dancer, Temple University Press, 2001 (1re éd. 1996), 261 p. (ISBN 1-56639-849-5 et 978-1566398497)
- (en) Jacqui Malone, Steppin' on the Blues : The Visible Rhythms of African American Dance, University of Illinois Press, 1996, 312 p.
- (en) Brenda Dixon Gottschild, Digging the Africanist Presence in American Performance : Dance and Other Contexts, Praeger, 1998, 224 p. (ISBN 0-275-96373-X et 978-0275963736)
- (en) Degen Pener, The Swing Book, Back Bay Books, 1999, 246 p. (ISBN 0-316-69802-4 et 978-0316698023)
- (en) Albert Murray, Stomping the Blues, Da Capo Press, 1989, 272 p. (ISBN 0-306-80362-3 et 978-0306803628)
- (en) Katrina Hazzard-Gordon, Jookin' : The Rise of Social Dance Formations in African-American Culture, Temple University Press, 1992, 248 p. (ISBN 0-87722-956-2 et 978-0877229568)
- (en) Lewis A. Erenberg, Swingin' the Dream : Big Band Jazz and the Rebirth of American Culture, University of Chicago Press, 1998, 344 p. (ISBN 0-226-21516-4 et 978-0226215167)

### En français
- (en) Virginie Garandeau, Du Cake-walk au rock'n roll : Le bal sous influence jazz, Back Bay Books, 1999, 246 p. (ISBN 0-316-69802-4 et 978-0316698023)